# Charles L. Cotton
Pour les articles homonymes, voir Cotton.
Charles L. Cotton (né le 28 novembre 1949) est un avocat américain et un défenseur des droits des armes à feu qui est président de la National Rifle Association (NRA) depuis 2021. Cotton est également le modérateur de TexasCHLForum.com, un forum de discussion en ligne sur la possession d'armes à feu.

## Biographie et formation
Cotton a grandi à Houston, au Texas et a déclaré avoir "grandi dans la chasse et le tir". Il a obtenu un diplôme de Juris Doctor à l'Université de Houston en 1987.

## Carrière à la National Rifle Association
Cotton est administrateur du Civil Rights Defense Fund de la NRA. Il a présidé le comité d'audit de la National Rifle Association (NRA) à partir de 2017. Cotton a été élu président de la NRA en 2021, succédant à Carolyn D. Meadows. Il a été réélu président le 30 mai 2022.

## TexasCHLForum.com
Cotton est le modérateur de TexasCHLForum.com, un forum sur les droits des armes à feu. En 2016, il aurait été critiqué par des militants du port libre, qui l'accusaient de ne pas être suffisamment favorable aux droits des armes à feu.

### Commentaires sur la guerre civile
Dans un message publié sur un forum, Cotton a apparemment déploré la perte des États confédérés d'Amérique lors de la guerre civile américaine, déclarant qu'il était "dommage que nous ayons perdu la guerre civile". Cotton a par la suite précisé que son opinion découlait "purement du point de vue des droits des États et à la lumière de la croissance exponentielle du pouvoir fédéral après la guerre".

### Commentaires sur la fusillade du lycée Stoneman Douglas
Sur un forum, Cotton a critiqué les efforts visant à adopter des mesures de contrôle des armes à feu à la suite de la fusillade du lycée Stoneman Douglas, arguant que les défenseurs utilisaient injustement "le facteur de sympathie des enfants qui se font tuer." Dans un message, Cotton a déclaré :
"Réveillez-vous et voyez ce qui se passe !!!! Bloomberg et Hollywood injectent de l'argent dans cet effort et les médias y contribuent pleinement. Nous n'avons jamais eu un tel niveau d'opposition auparavant, jamais. C'est une campagne de mensonges et de distorsions, mais elle est très bien financée et ils jouent sur le facteur de sympathie des enfants qui se font tuer".

## Vie privée
Il réside actuellement à Friendswood, au Texas, avec sa femme Martha.

## Source
- (en) Cet article est partiellement ou en totalité issu de l’article de Wikipédia en anglais intitulé « Charles L. Cotton » (voir la liste des auteurs).